# رومئو و ژولیت (چایکوفسکی)
رومئو و ژولیت (به روسی: Ромео и Джульетта) قطعه‌ای ارکسترال اثر پیوتر ایلیچ چایکوفسکی است، که بر اساس نمایش‌نامه‌ای به همین نام از ویلیام شکسپیر در سال ۱۸۶۹ ساخته‌شده‌است. بر خلاف دیگر آثار چایکوفسکی این اثر فاقد اپوس است. البته دیگران برای شناسایی اثر از TH 42 برای اپوس استفاده می‌کنند. چایکوفسکی این اثر را به میلی بالاکیرف تقدیم کرده‌است.

## ساختار موسیقی
هرچند چایکوفسکی این اثر را یک "فانتزی اوورتور" نامید، اما این اثر یک پوئم سمفونیک در فرم سونات با یک مقدمه و موخره است. این اثر بر اساس 3 قسمت از نمایشنامه شکسپیر است. قسمت اول که در فا دیز مینور و براساس پیشنهاد میلی بالاکیرف ساخته شده، کارکارت فریار لارنس را نشان میدهد. در این قسمت دلهره مرگ با آرشه زیر وجود دارد. تم فریار لارنس در فا مینور با ضربه های سریع آرشه، قبل از اینکه در می مینور تمام شود، شنیده میشود.

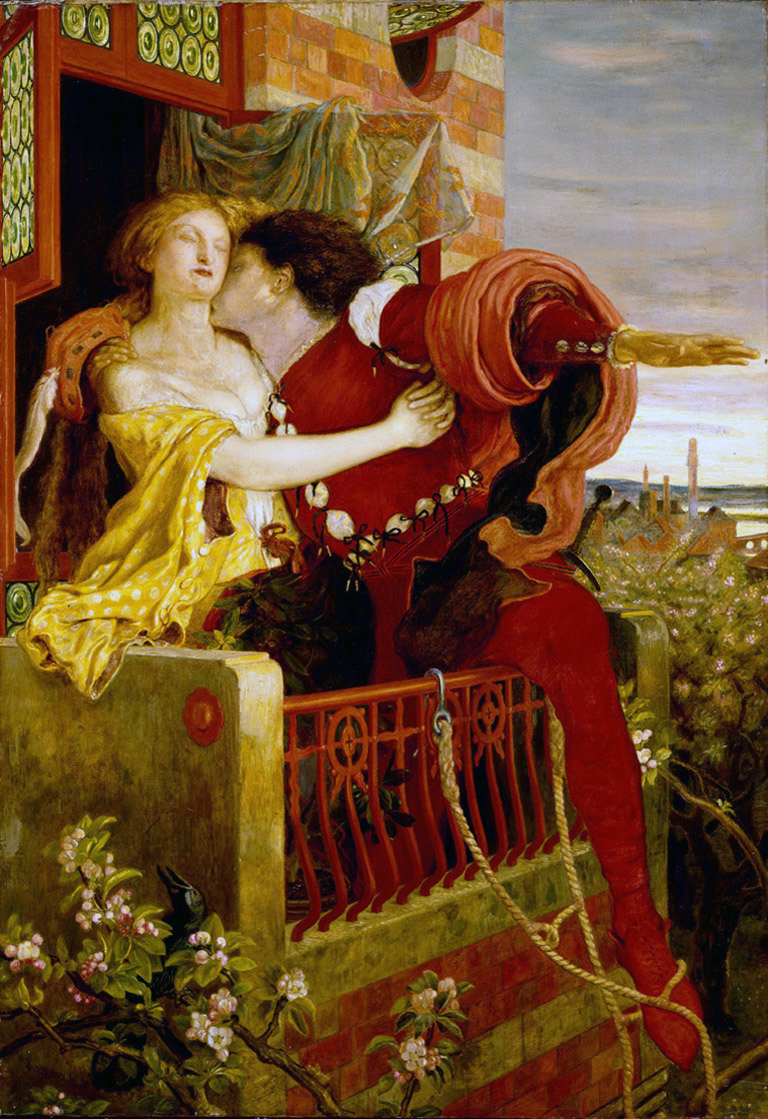
نقاشی رنگ و روغن صحنه معروف بالکن نمایش رومئو و ژولیت اثر فورد مدوکس براون، 1870

## استفاده در آثار هنری دیگر
این اثر به صورت کامل یا بخش‌هایی از آن در آثار سینمایی مختلف، به‌خصوص در صحنه‌های عاشقانه، به‌کار رفته‌است. از آثار معروف که در آنها از این آهنگ استفاده شده، می‌توان به سه تفنگدار، سسمی استریت، داستان کریسمس و مجموعهٔ تلویزیونیِ اسکرابز اشاره کرد.